# Patagonienhärmtrast
Patagonienhärmtrast (Mimus patagonicus) är en fågel i familjen härmtrastar inom ordningen tättingar.

## Utseende
Patagonienhärmtrasten känns igen på tydligt ljust ögonbrynsstreck, beigegrå undersida, vitt vingband och vita stjärthörn. Vitbandad härmtrast har mycket mer vitt i både vingar och stjärt.

## Utbredning och systematik
Fågeln förekommer i centrala och södra Argentina och södra Chile. Den behandlas som monotypisk, det vill säga att den inte delas in i några underarter.

## Levnadssätt
Patagonienhärmtrasten hittas i halvöppna områden, från buskstäpp till jordbrukmarker med häckar och buskiga områden. Den ses ofta sitta i en busktopp, på staketstolpar eller på telefontrådar, men kan andra tider vara svår att få syn på när den trycker i buskagen. Fågeln springer väl på marken, vanligen med stjärten rest. 

## Status
Arten har ett stort utbredningsområde och beståndet anses vara stabilt. Internationella naturvårdsunionen IUCN listar den därför som livskraftig (LC). Arten beskrivs som rätt vanlig i Argentina men fåtalig och lokalt förekommande i Chile.